# Загородний Володимир Анатолійович
Володимир Анатолійович Загородний (27 червня 1983, Сімферополь) — український шосейний і трековий велогонщик, виступав на професійному рівні в другій половині 2000-х - першій половині 2010-х років. Переможець етапів Кубку світу на треку в командній гонці переслідування, дворазовий чемпіон Європи серед андеров, двічі чемпіон української національної першості в груповій гонці на шосе. Майстер спорту України міжнародного класу. Нині тренер з велоспорту.

## Біографія
Володимир Загородний народився 27 червня 1983 року в місті Сімферополі Кримської області Української РСР. Займався велоспортом в місцевій секції з раннього дитинства, в різний час проходив підготовку під керівництвом таких фахівців як В.В.Черченко, Л.Н.Полатайко, В.В.Клімов, Р.В.Кононенко.
Починав спортивну кар'єру як трековий гонщик, фахівець з командній гонці переслідування. Першого серйозного успіху на міжнародному рівні досяг в 2002 році, коли увійшов до складу української національної збірної та побував на молодіжному чемпіонаті Європи в Німеччині, де разом зі своїми партнерами завоював в командному переслідуванні золоту медаль. Рік по тому на європейській першості серед андеров в Росії знову був кращим в тій же дисципліні. У цей час почав виступати на дорослому рівні, спільно з партнерами по команді Олександром Симоненком, Віталієм Попковим і Володимиром Дюдею виграв етап Кубку світу в Кейптауні, став бронзовим призером етапу в Москві.
У 2005 році виграв командне переслідування на етапі Кубку світу в Москві і в якості стажиста приєднався до італійської команди Domina Vacanze, з якою взяв участь в декількох шосейних гонках в Європі.
У 2006 і 2007 роках двічі поспіль ставав чемпіоном України з шосейного велоспорту в групових перегонах. Представляючи італійські клуби S. C. Pagnoncelli-NGC-Perrel і OTC Doors-Lauretana, досяг перших перемог і на міжнародній арені, зокрема в 2008 році зумів виграти окремі етапи багатоденних перегонів «Джиро дель Трентіно» і «Тур озера Цинхай».
У 2009 році закрив десятку найсильніших в генеральній класифікації «Тура Хайнань» в Китаї, при цьому він перебував у складі італійської команди Lampre-Fondital.
Пізніше перейшов в менш відому італійську команду Miche, а потім став гонщиком іранського клубу Suren Cycling Team, з яким досить успішно виступив в «Туре Борнео» і «Туре Малайзії».
У період 2013-2014 років був членом української континентальної команди Kolss Cycling Team. Найбільш значуще досягнення в цей час - перемога в пролозі багатоденної гонки «Тур Румунії».
Останній раз показував більш-менш значущі результати на міжнародному рівні в 2015 році в складі тайванського клубу RTS-Monton Racing - виступав з ним переважно на різних азійських перегонах: «Тур Кореї», «Тур Китаю», «Тур озера Поянху» і ін.
За видатні спортивні досягнення удостоєний почесного звання «Майстер спорту України міжнародного класу».
Після завершення спортивної кар'єри зайнявся тренерською діяльністю, працює тренером у кримській Спеціалізованої дитячо-юнацькій спортивній школі олімпійського резерву з велоспорту № 1. Входить до тренерського складу збірної команди Республіки Крим з велоспорту на треку.